# Bitwa nad rzeką Reknicą
Bitwa nad rzeką Reknicą – starcie zbrojne pomiędzy wojskami zachodniosłowiańskimi a siłami wschodniofrankijskiego (niemieckiego) króla Ottona I, które miało miejsce przypuszczalnie w pobliżu dzisiejszej miejscowości Pantlitz koło Ribnitz-Damgarten 16 października 955. Według meklemburskiego historyka Wilhelma Gottlieba Beyera pole bitwy znajdowało się w rejonie położonym pomiędzy Plauer See oraz Lenzer Reke. Bitwa zakończyła się porażką wojsk słowiańskich Obodrytów dowodzonych przez Stoigniewa. Po bitwie nastąpił trwający blisko 30 lat okres pokoju ze Słowianami zakończony wybuchem wielkiego powstania Słowian połabskich w 983 roku.

## Kontekst historyczny
W czasie gdy król Otton I uwikłany był w odpieranie ataków Węgrów, nastąpił sojusz Wichmana II oraz Ekberta z Ambergau z dwoma słowiańskimi książętami – Nakonem, założycielem dynastii Nakonidów, oraz jego bratem Stoigniewem. W roku 955 zwaśnione z Sasami plemię Obodrytów oraz inne zjednoczone plemiona słowiańskie najechały ziemie saskie, napadając m.in. na miasto Cocarescemier w którym zabito wszystkich pełnoletnich mężczyzn, a kobiety z dziećmi pojmano.

## Bitwa
Po zwycięskiej bitwie nad rzeką Lech z Węgrami, Otton I wypowiedział wojnę Wichmanowi II oraz Ekbertowi, a jego wojska wtargnęły na ziemie Obodrytów. Paląc i pustosząc ziemie wroga, Niemcy zostali w pewnym momencie osaczeni przez przeciwnika. W rejonie rzeki Reknicy doszło do decydującej bitwy. Po stronie niemieckiej dowodzonej przez Gerona stanęło do walki 7000 saskiego rycerstwa i tysiąc piechoty fryzyjskiej. Słowianie połabscy dysponowali 8000 piechoty oraz tysiącem lekkiej jazdy. W pewnym momencie wojskom Ottona udało się znaleźć dogodne do przeprawy miejsce, gdzie po naprędce wykonanym moście przerzucono siły na wschodnią stronę rzeki. Stąd dokonano ataku na znajdujące się po tej stronie rzeki wojska słowiańskie. Krwawa bitwa zakończyła się zwycięstwem wojsk Gerona, które straciły 1100 zabitych i odnotowały 2000 rannych. Po stronie Obodrytów i Wieletów śmierć poniosło 4500 walczących, a 2000 zostało rannych. Według kroniki Thietmara Stoigniewa pojmano podczas ucieczki, po czym ścięto na rozkaz króla. Następnego dnia po bitwie nastąpiła egzekucja 700 słowiańskich jeńców, których także ścięto na polu bitwy (relacja Widukinda). Bezpośredniego doradcę Stoigniewa miano oślepić i uciąć mu język. Po tej klęsce Obodryci oraz Wieleci uznali zwierzchność Ottona i zmuszeni zostali do płacenia mu trybutu.